# Pássaro Sonhador
Pássaro Sonhador é um álbum de estúdio da cantora Fafá de Belém, lançado em 1996. Ganhou o disco de platina no Brasil.
O álbum, fortemente influenciado por ritmos amazônicos e pelo Festival Folclórico de Parintins, tem alguns dos maiores sucessos da cantora paraense, tal qual "Vermelho", "Abandonada". Além disso, é possível encontrar uma versão em português para "Cinque giorni", sucesso de 1994 do cantor italiano Michele Zarrillo. Há também uma composição própria da cantora, "Já É Tarde".

## Faixas
| N.º | Título                                                                         | Duração |  |
| 1.  | "Vermelho"                                                                     | 3:47    |  |
| 2.  | "Abandonada"                                                                   | 4:32    |  |
| 3.  | "Entre a Luz e a Escuridão"                                                    | 3:54    |  |
| 4.  | "À Queima Roupa"                                                               | 3:52    |  |
| 5.  | "Pot-Pourri" - "Este Pranto É Meu" - "Carinho Nativo" - "Este Rio É Minha Rua" | 4:07    |  |
| 6.  | "Pra Nunca Mais"                                                               | 5:00    |  |
| 7.  | "Aparências"                                                                   | 4:10    |  |
| 8.  | "É Tão Bom Te Amar"                                                            | 3:59    |  |
| 9.  | "Mania de Te Amar"                                                             | 4:45    |  |
| 10. | "Já É Tarde"                                                                   | 4:56    |  |
| 11. | "Pássaro Sonhador"                                                             | 5:08    |  |
| 12. | "Vermelho" (participação de David Assayag)                                     | 6:59    |  |

## Certificações
| Brasil (ABPD)                             | Platina | 1997 | 250.000* |
| *número de vendas baseado na certificação |         |      |          |

## Uso em trilhas sonoras
- "É Tão Bom Te Amar" foi usada como tema da telenovela A Indomada.